# Šachunskij rajon
Lo Šachunskij rajon (in russo Шахунский район?) era un distretto (rajon) dell'oblast' di Nižnij Novgorod, nella Russia europea, con capoluogo Šachun'ja. Dal 2011 è stato trasformato in circondario urbano della città di Šachun'ja (Городской округ город Шахунья, Gorodskoj okrug della città di Šachun'ja).